# Catalogue of Works of Carl Friedrich Abel

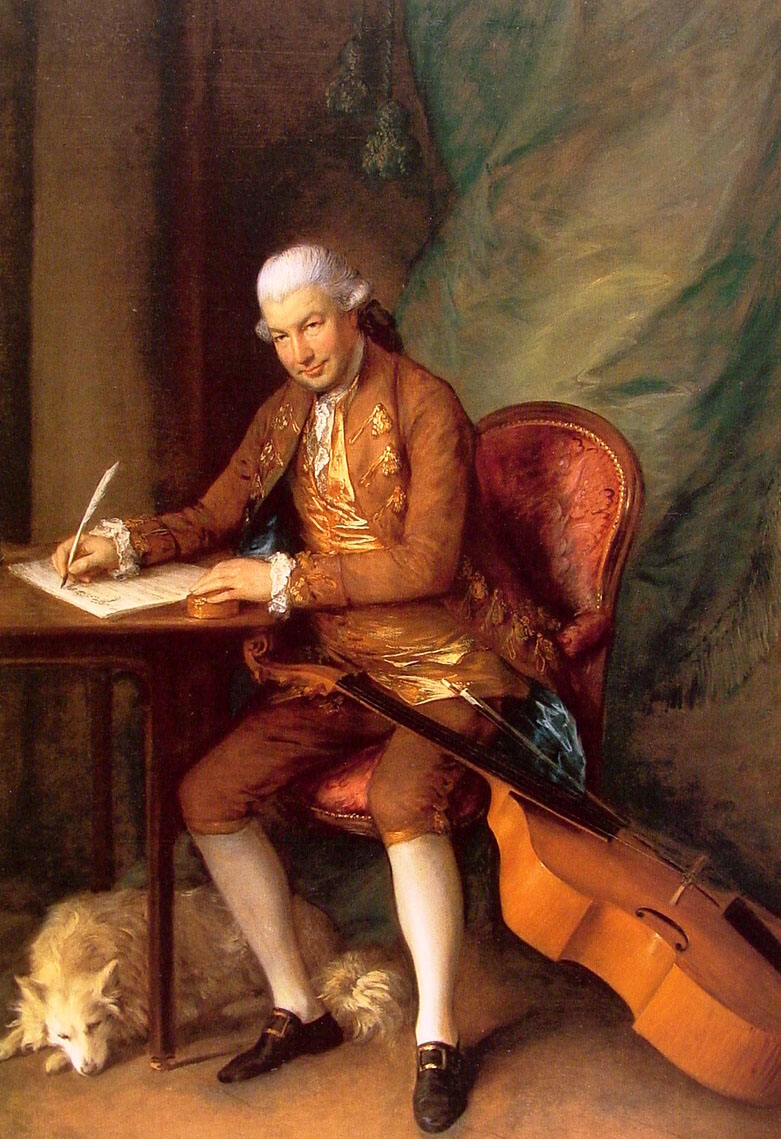
Carl Friedrich Abel, Porträt von Thomas Gainsborough, 1777

Catalogue of Works of Carl Friedrich Abel (deutsch: Katalog der Werke von ...) ist ein Verzeichnis der Kompositionen von Carl Friedrich Abel, das ihnen neue Werknummern, AbelWV, zuordnet. Es wurde von Günter von Zadow erstellt und erschien im Ortus Musikverlag 2023, im 300. Geburtsjahr des Komponisten. Es erfasst 420 Kompositionen. Das Verzeichnis ersetzt das Werk von Walter Knape aus dem Jahr 1971, das 233 Werke enthielt. Die neuen Nummern werden von Répertoire International des Sources Musicales (RISM) benutzt.

## Geschichte
Carl Friedrich Abel (1723–1787) wirkte zwischen Barock und Klassik. Er studierte in Leipzig, ob bei Johann Sebastian Bach, ist nicht gesichert. In London freundete er sich mit Bachs Sohn Johann Christian Bach an, und sie initiierten gemeinsam eine Serie von Subskriptionskonzerten. Abel war ein virtuoser Spieler der Viola da gamba und komponierte vor allem für sein Instrument. Er veröffentlichte viele seiner Werke.
Edition Güntersberg veröffentlichte mehr als 150 Werke von Abel, viele davon als Erstausgaben. Im Jahr 2015 wurden Manuskripte von Gambenmusik Abels in der Bibliothek der Adam-Mickiewicz-Universität Posen gefunden, in einer Sammlung der Maltzahn-Familie aus dem polnischen Milicz.
Günter von Zadow erstellte das neue Werkverzeichnis in fünf Jahren, aus Anlass der Dreihundert-Jahr-Feier 2023. Den Werken wird eine AbelWV-Nummer zugeordnet, vergleichbar mit BWV für Bachs Werke und HWV für Kompositionen von Händel. Der Catalogue listet 420 Werke. Er berücksichtigt Werke, die neu entdeckt wurden, und zusätzliche Quellen bereits bekannter Werke.
Das Verzeichnis ersetzt das Werk, das Walter Knape 1971 zusammenstellte, Abel-Werkverzeichnis, mit 233 Einträgen.
Das Répertoire International des Sources Musicales (RISM) übernahm die neuen Werknummern AbelWV.

### Abel 300

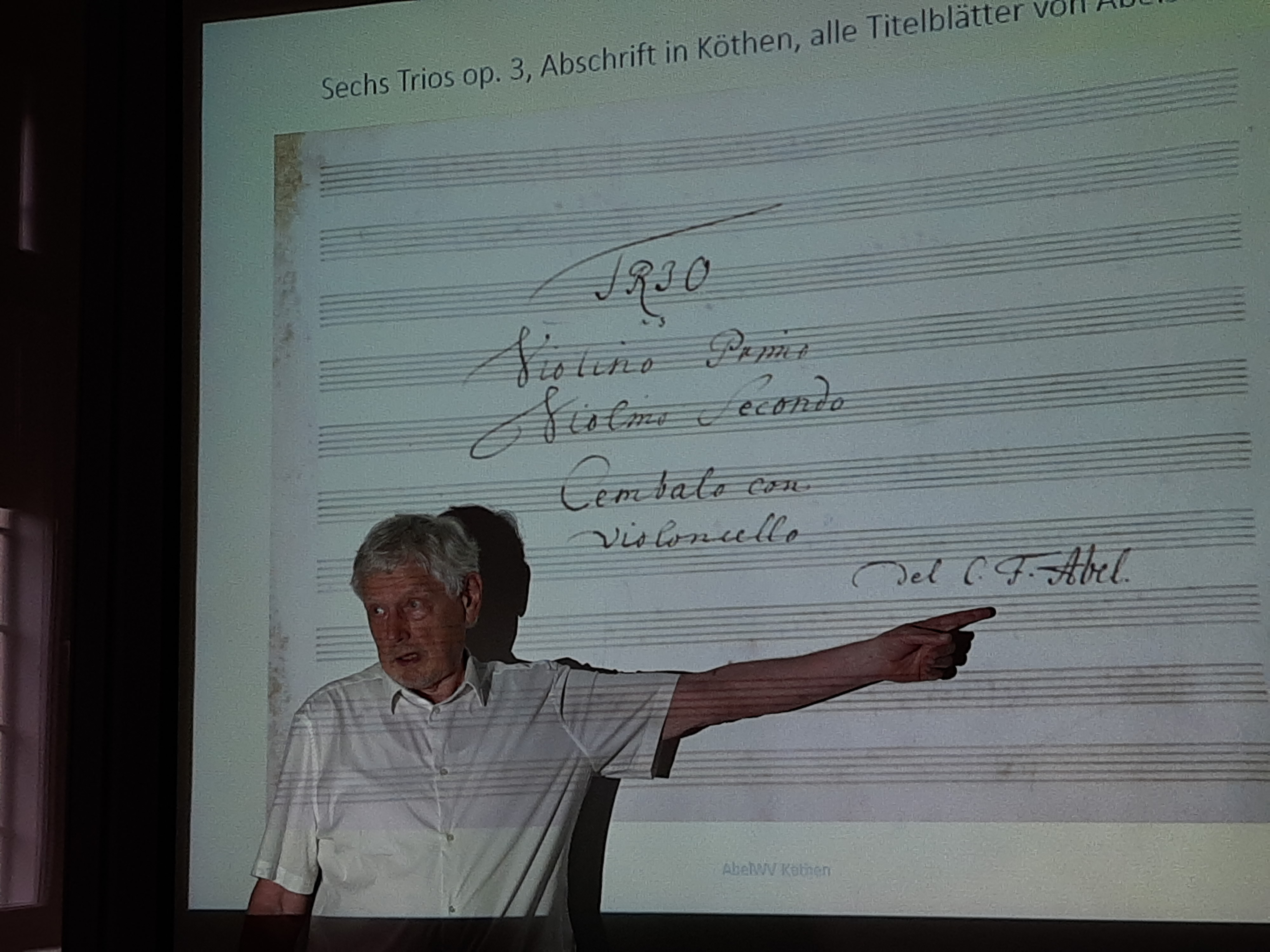
Günter von Zadow führt in das AbelWV beim Abel 300 Festival in Köthen ein, 2023

Der Catalogue wurde vorgestellt beim internationalen Festival um Abels Musik, das in seiner Geburtsstadt Köthen an vier Tagen im Juni 2023 veranstaltet wurde. Während des Festivals erhielten Leonore von Zadow-Reichling und Günter von Zadow von Edition Güntersberg den neuen Abel-Preis für ihren Einsatz, Werke Abels zu finden und zu veröffentlichen.

## Beschreibung
Das Verzeichnis ist in sieben Gruppen gegliedert, die sich an der Zahl der Spieler orientieren, da Abel vor allem Kammermusik schrieb:
- Kategorie A – ein Instrument
- Kategorie B – zwei Instrumente
- Kategorie C – drei Instrumente
- Kategorie D – vier Instrumente
- Kategorie E – Symphonien
- Kategorie F – Konzerte
- Kategorie G – andere Werke.

Die Nummerierung ist somit offen für weitere Funde. Jede Kategorie beginnt mit einem Überblick, der Zusammenhänge vermittelt. Für jede der 420 Kompositionen gibt es eine Beschreibung mit Incipit, Quellen und Konkordanzen.
Das Verzeichnis enthält Indices nach Opus-Nummern, Autographen und Manuskripten. Es enthält weiterhin Listen von Herausgebern, Druckausgaben entsprechend RISM und Konkordanzen zu älteren Werkverzeichnissen.
Ein Index von Incipits sämtlicher Sätze der Werke erleichtert die Suche nach einem Werk, dessen genauer Titel nicht bekannt ist. Er ist nach Tonarten geordnet und darin nach Anfangsintervallen. Im Anhang findet sich eine Zeittafel von Abels gedruckten Werken, mit oft angenäherten Jahreszahlen, da viele undatiert erschienen und das Datum dann aus sekundären Quellen erschlossen werden muss.